# Afromizonus
Afromizonus, é um género de coleópteros adéfagos pertencente à família Carabidae.

## Espécies
Compreende as seguintes espécies:
- Afromizonus ruber Basilewsky, 1950
- Afromizonus tecospilus Basilewsky, 1947
- Afromizonus voltae Basilewsky, 1946